# Ética feminista
La ética feminista es un enfoque de la ética que se basa en la creencia de que la teoría ética tradicionalmente ha subestimado y menospreciado la experiencia moral de las mujeres, que en gran medida está dominada por los hombres, y por lo tanto opta por reimaginar la ética a través de un enfoque feminista holístico para transformarla.

## Concepto
Las filósofas feministas critican la ética tradicional por centrarse principalmente en la perspectiva de los hombres con poca consideración por los puntos de vista de las mujeres. El cuidado y las cuestiones morales de la vida privada y las responsabilidades familiares se consideraban tradicionalmente cuestiones triviales. Generalmente, las mujeres son retratadas como éticamente inmaduras y superficiales en comparación con los hombres. La ética tradicional valora los rasgos culturales masculinos como "independencia, autonomía, intelecto, voluntad, cautela, jerarquía, dominación, cultura, trascendencia, producto, ascetismo, guerra y muerte", y da menos peso a los rasgos culturalmente femeninos como "interdependencia, comunidad, conexión, compartir, emoción, cuerpo, confianza, ausencia de jerarquía, naturaleza, inmanencia, proceso, alegría, paz y vida”. Si las mujeres encarnan o usan algún rasgo cultural tradicionalmente masculino, se las ve como otros o como un intento de parecerse más a los hombres. La ética tradicional tiene una convención de orientación "masculina" en la que el razonamiento moral se ve a través de un marco de reglas, derechos, universalidad e imparcialidad y se convierte en el estándar de una sociedad. Los enfoques "femeninos" del razonamiento moral enfatizan las relaciones, las responsabilidades, la particularidad y la parcialidad.

## Antecedentes históricos
Ética feminista desarrollada por Mary Wollstonecraft es 'Vindicación de los Derechos de Mujeres' publicados en 1792. Con las ideas nuevas de la Ilustración, las feministas individuales que son capaces de viajar más que nunca, abriendo más oportunidades para el intercambio de ideas y adelanto de los derechos de las mujeres. Con movimientos sociales nuevos como el romanticismo se desarrolló una perspectiva  optimista sin precedentes en capacidad y destino humano. Este optimismo estuvo reflejado en el ensayo de Molino de Stuart del John "La Sujeción de Mujeres" (1869).Los enfoques feministas de la ética fueron desarrollados más durante este período por otras personas notables como Catherine Beecher, Charlotte Perkins Gilman, Lucretia Mott y Elizabeth Cady Stanton con un énfasis en la naturaleza de moralidad de género, específicamente relacionado con 'mujeres' moralidad'.

## Charlotte Perkins Gilman
La escritora y socióloga estadounidense Charlotte Perkins Gilman imaginó una "Herland" ficticia. En esta sociedad libre de hombres, las mujeres dan a luz a sus hijas a través de la partenogénesis y viven una moralidad superior. Esta sociedad centrada en la mujer valoraba tanto la laboriosidad como la maternidad, al tiempo que desalentaba los enfoques competitivos individualistas de la vida. Gilman pensó que en tal escenario, las mujeres podrían relacionarse cooperativamente ya que no habría ningún requisito para dominarse entre sí. Herland cultiva y combina las mejores virtudes "femeninas" y las mejores virtudes "masculinas" juntas como coextensivas con la virtud humana. Si una sociedad quiere ser virtuosa, según Gilman, debe ejemplificar la utopía ficticia de Herland. Sin embargo, mientras las mujeres dependan de los hombres para su sustento económico, las mujeres seguirán siendo conocidas por su servilismo y los hombres por su arrogancia. Las mujeres necesitan ser iguales económicamente a los hombres antes de que puedan desarrollar una virtud moral verdaderamente humana, esta es una mezcla perfecta de orgullo y humildad que llamamos autorrespeto.

## Ética del cuidado
Carol Gilligan y Nel Noddings son exponentes de una ética del cuidado feminista que critica la ética tradicional como deficiente en la medida en que carece, desprecia, banaliza o ataca los valores y virtudes culturales de las mujeres. En el siglo XX, las éticas feministas desarrollaron una variedad de enfoques feministas de la ética centrados en el cuidado, en comparación con los enfoques de la ética no feministas centrados en el cuidado, las feministas tienden a apreciar más plenamente el impacto de las cuestiones de género. Las éticas feministas centradas en el cuidado notan las tendencias de las sociedades patriarcales a no apreciar el valor y los beneficios de las formas de amar, pensar, trabajar y escribir de las mujeres y tienden a ver a las mujeres como subordinadas. Esta es la razón por la que algunos estudios sociales hacen un esfuerzo consciente por adoptar la ética feminista, en lugar de solo la ética tradicional de los estudios. Un ejemplo de esto fue el estudio de Roffee y Waling de 2016 sobre las microagresiones contra la comunidad LGBTIQ. Si bien se centró en la comunidad LGBTIQ, la ética feminista se adecuaba mejor, ya que son más consideradas con las vulnerabilidades y necesidades de los participantes. Los campos médicos tampoco reconocen que la ética juega un papel a menudo negativo en la comunidad LGBTIQ en la forma en que reciben tratamiento y qué tratamientos se les brindan como opciones. Además de cómo las mujeres también son tratadas dentro de los campos médicos.
La ética del cuidado fue expuesta principalmente por Carol Gilligan en In a Different Voice. Esta ética defiende una puesta en valor de las cualidades históricamente adjudicadas al género femenino como son el cuidado y la atención, desenvueltas primordialmente por mujeres en el trabajo doméstico no remunerado. Critica las éticas tradicionales por ser deficientes en medida en que ignoran la noción de interdependencia de los seres humanos, fundamental para el desarrollo de las relaciones sociales, y las emociones. Frente a otras éticas no aboga por una imparcialidad en la toma de decisiones morales, ni trata de aplicar principios universales y abstractos a la gran diversidad de circunstancias y contextos particulares en los que los individuos toman parte. 
Las éticas del cuidado apuestan por diferentes enfoques en los que se aplica el cuidado a una gran variedad de ámbitos. Un ejemplo de esto es la propuesta de Nel Noddings, que aboga por una educación que pone como objetivo central de la enseñanza las relaciones interpersonales y el bienestar del estudiante como fundamental para el aprendizaje de este. Defiende la enseñanza de habilidades emocionales frente a los sistemas estandarizados focalizados excesivamente en resultados cuantificables.

## Críticas hacia la ética del cuidado
La ética del cuidado sin embargo, recibe habitualmente críticas que se dirigen hacia una presunta perpetuación de roles de género, pues sus críticos defienden que, a través de una revalorización positiva de cualidades históricamente menospreciadas y cualificadas como femeninas, (sensibilidad, empatía, o atención a las relaciones sociales) se acaba cayendo inevitablemente en una perpetuación de roles de género que resultan opresores para la mujer, al reducirla al rol de cuidadora, evitando que pueda participar en otras esferas vitales, tales como la laboral o la política. Frente a esto, desde la ética del cuidado, hay quien interpreta la obra de Carol Gilligan de un modo que permite responder a dicha crítica, argumentando que la disposición al cuidado no solo puede, sino que debe convertirse en un principio interiorizado tanto por mujeres como por hombres. 
Otra de las críticas habitualmente dirigidas hacia la ética del cuidado, resalta el concepto de cuidado unidireccional que posee dicha ética, y que podría conllevar tanto la explotación de la figura cuidadora, puesto que los cuidados se ejercerían únicamente desde la figura cuidadora hacia la que es objeto de cuidado, como la exclusión de personas desconocidas o con las que no se tenga un vínculo directo, de la responsabilidad del cuidado, personas a las que sin embargo, también se les puede afectar tanto positiva como negativamente.
También habría que considerar que la falta de universalidad en cuando a la forma de actuar expondría que el cuidado entre personas podría no darse en igualdad de condiciones en cuanto a calidad. Es decir, mientras una persona trata a otras con un cuidado altamente valioso, puede que no reciba el mismo trato que el ofrecido. Al carecer de universalidad, es posible este escenario. Esto es defendido por diversos defensores de la ética de justicia, como Lawrence Kohlberg en su libro Essays on Moral Development. La ética del cuidado, por tanto, no se acercaría a la igualdad, sino que posibilitaría la desigualdad de tratos y, por tanto, la desigualdad en la sociedad que pretende eliminar.
Otra crítica, ofrecida por Joan Tronto en su obra Moral Boundaries: A Political Argument for an Ethic of Care, es el riesgo de ser una ética que posibilite el sentimentalismo y favoritismo. Es decir, al valorar el trato entre personas, este trato se realiza en una relación de cercanía. Al valorar este trato cercano, y al carecer de normas a las que respetar, puede darse el caso de que una persona, acogiendo la ética del cuidado, beneficie a una persona con la que mantiene un trato cercano aunque perjudique a otra externa a esa relación. Esto acogería también, de cierta forma, una desigualdad en la sociedad, en lugar de acercarse a la igualdad. 

## Ética matricial feminista
La teoría 'metafeminista' de la mirada matricial y el tiempo-espacio matricial, acuñada y desarrollada por la artista, filósofa y psicoanalista Bracha L. Ettinger desde 1985, articula un enfoque filosófico revolucionario que, al "atreverse a acercarse", para utilizar el enfoque de Griselda Pollock La descripción del giro ético de Ettinger, "el encuentro prenatal con el prematerno", la violencia hacia las mujeres en la guerra y la Shoah, ha establecido filosóficamente los derechos de cada sujeto femenino sobre su propio cuerpo reproductivo, y ha ofrecido un lenguaje para relacionarse con los seres humanos. experiencias que escapan al dominio fálico. La esfera matricial ettingeriana es a la vez un espacio matricial de encuentro en la corporeidad arcaica y un campo ético y estético simbólico - campo conceptual-psicoanalítico femenino/materno y prenatal/prematerno con una dimensión psíquica y simbólica que el lenguaje y las normas 'fálicas' no pueden controlar. Así, Ettinger ofrece un lenguaje para hablar de los derechos de la mujer sobre su cuerpo reproductivo al tiempo que revoluciona la filosofía y el psicoanálisis a través de la matricialidad donde conviven la sexualidad femenina y la responsabilidad simbólica. En el modelo de Ettinger, las relaciones entre el yo y el otro no son ni de asimilación ni de rechazo sino de 'coemergencia'. La sexualidad femenina no se excluye cuando surge la maternidad, el deseo matricial es una mezcla de ambos, por lo que la contradicción entre ambos establecida por Sigmund Freud y Jacques Lacan se aleja. Lo femenino no es una alteridad absoluta (la alteridad establecida por Jacques Lacan y Emmanuel Levinas) y se nos ofrece un lenguaje para repensar la madre arcaica y fuente de vida humanizada. Con la 'capacidad de respuesta original', 'testimonio', 'vinculación fronteriza', 'comunicación', 'com-pasión', 'seducción a la vida' y otros procesos investidos por afectos que ocurren en el tiempo matricial ettingeriano- espacio, (cada proceso de transformación se denomina 'metramorfose') lo femenino se presenta como fuente de la Ética humanizada en todos los géneros y entra en todas las subjetividades. Lo que Ettinger denominó 'seducción a la vida' ocurre antes que la seducción primaria que pasa a través de señales enigmáticas de la sexualidad materna según Jean Laplanche, ya que está activa en 'coemergencia' en 'estar presente' para cualquier sujeto nacido, antes de su nacimiento. Ettinger sugiere a Emanuel Levinas en sus conversaciones de 1991, que lo femenino entendido a través de la perspectiva matricial es el corazón y la fuente de la Ética. Al comienzo de la vida, una 'fascinancia' originaria sentida por el infante está relacionada con el paso de la capacidad de respuesta a la responsabilidad, de la com-pasión a la compasión, y del testimoniar al testimoniar operado y transmitido por el m/ Otro. La 'diferenciación en conjunto' que está en el corazón del espacio fronterizo matricial tiene profundas implicaciones en el campo relacional y para la ética del cuidado. La teoría matricial que propone nuevas formas de repensar la diferencia sexual a través de la fluidez de los límites informa la estética y la ética de la compasión, el porte y el no abandono en la 'subjetividad como encuentro-acontecimiento'. Se ha vuelto significativo en los estudios transgénero.

## Ética de la justicia feminista
La ética de la justicia feminista es una visión feminista de la moralidad que busca comprometerse y, en última instancia, transformar los enfoques universales tradicionales de la ética. Como la mayoría de los tipos de ética feminista, la ética de la justicia feminista analiza cómo el género queda fuera de las principales consideraciones éticas. Se argumenta que la ética convencional está orientada hacia los hombres. Sin embargo, la ética de la justicia feminista difiere considerablemente de otras éticas feministas. Un conjunto universal de ética es una parte importante de la ética de la justicia feminista, pero dependiendo de la ubicación geográfica, como la diferencia entre el Norte Global y el Sur Global, puede diferir en la forma en que se aplica la justicia y puede cambiar lo que se considera justicia. La ética feminista de la justicia es clara al dividir la moralidad "gruesa" de la moralidad "débil". Otros enfoques éticos que se definen a sí mismos diferenciando grupos entre sí a través de la cultura u otros fenómenos se consideran explicaciones "espesas" de la moralidad. La ética de la justicia feminista afirma que las explicaciones "gruesas" de la moralidad, en oposición a las explicaciones "delgadas" de la moralidad, son intrínsecamente propensas a erosionar la crítica feminista válida

## Críticas hacia la ética de la justicia
Una de las críticas más defendidas es la defense de que la ética de justicia se acerca tan solo a la vida pública, es decir, no se acoge en sí a la vida privada. Al estar basado en normas, es decir, autoridad externa más que interna, podría no darse la igualdad que ofrecen las normas en la vida privada. La desigualdad, por ende, no es eliminada, sino escondida en la vida privada. Esto se defiende, entre muchos otros, por Michael Sandel en su obra Liberalism and the Limits of Justice. 
Otra crítica hacia la ética de la justicia se basa en que esta ética no tiene en cuenta las circunstancias personales de cada persona. En sí, esta ética ofrece una simplificación enorme hacia la concepción del ser humano como alejado de las circunstancias, teniendo una visión del ser humano como personas homogéneas. Al no tener en cuenta dichas circunstancias personales y regir toda actitud a personas hipotéticas, y no literales, como establece Virginia Held, aquellas personas que posean circunstancias especiales, son marginadas por esta ética. Por tanto, también se acerca más a la desigualdad que a la igualdad. Peta Bowden, en su obra Caring: Gender-Sensitive Ethics, por ejemplo, critica indirectamente esto, como una crítica a cualquier ética que defienda tratar a las personas de manera uniforme o abstracta, o Virginia Held en su obra The Ethics of Care: Personal, Political, and Global.

## Ética feminista y el futuro
Las éticas feministas creen que existe la obligación de que se escuchen los diferentes puntos de vista de las mujeres y luego forjar una visión de consenso inclusivo a partir de ellos. Intentar lograr esto y avanzar juntos hacia la igualdad de género con los hombres es el objetivo de la ética feminista. La solución de estos problemas es importante en los tiempos modernos debido a los puntos de vista cambiantes, así como a lo que se ha considerado 'ético' en términos de trato y cómo se debe tratar a las mujeres, en particular, los cuerpos de las mujeres.
"El objetivo de la ética feminista es la transformación de sociedades y situaciones en las que las mujeres son perjudicadas por la violencia, la subordinación y la exclusión. Cuando tales injusticias sean evidentes ahora y en el futuro, las activistas feministas radicales continuarán su trabajo de protesta y acción luego de una cuidadosa evaluación y reflexión" Con la violencia, se vuelve a dar vueltas al comportamiento masculino y a la ética tradicional que tal comportamiento y trato fueron fomentados. En la sociedad actual, del siglo XX, cada vez es menos aceptable socialmente cometer violencia contra la mujer.

## Ética feminista y relaciones internacionales
Las teorías feministas y de la ética amplían el alcance de la esfera predominantemente masculina de las Relaciones Internacionales. Esto es especialmente importante para que los temas del ámbito privado pasen al público, lo que incluye temas como los derechos de los niños, la violencia y la discriminación de género, las relaciones de género en sociedades devastadas por la guerra y otros temas similares que siguen siendo difíciles de mostrar como relevantes en los debates principales. de la ética en las relaciones internacionales. Los diálogos feministas sobre ética están casi inevitablemente presentes en el ámbito privado y se sabe que solo ensombrecen los paradigmas éticos 'masculinos' dominantes en el ámbito público. Esto es especialmente una realidad en la discusión de la ética en las Relaciones Internacionales, donde se basa predominantemente en un lenguaje de violencia, tecnologías o economía y lo que se sabe que son los temas masculinos de discusión.